# Nyssosternus duidaensis
Nyssosternus duidaensis är en skalbaggsart som beskrevs av Gilmour 1963. Nyssosternus duidaensis ingår i släktet Nyssosternus och familjen långhorningar.
Artens utbredningsområde är Venezuela. Inga underarter finns listade i Catalogue of Life.